# Cantone di Gendrey
Il Cantone di Gendrey era una divisione amministrativa dell'arrondissement di Dole.
A seguito della riforma approvata con decreto del 17 febbraio 2014, che ha avuto attuazione dopo le elezioni dipartimentali del 2015, è stato soppresso.

## Composizione
Comprendeva i comuni di:
- Auxange
- Gendrey
- Louvatange
- Malange
- Ougney
- Pagney
- Le Petit-Mercey
- Romain
- Rouffange
- Saligney
- Sermange
- Serre-les-Moulières
- Taxenne
- Vitreux